# Aktive Ejere
Aktive Ejere er en dansk brancheorganisation for venture- og kapitalfonde. Foreningen blev stiftet i 2000 under navnet DVCA – Danish Venture Capital and Private Equity Association (normalt omtalt som DVCA). I 2020 skiftede den navn til Brancheforeningen for Aktive Ejere i Danmark, i daglig tale blot Aktive Ejere. Foreningen har omkring 100 medlemmer og kontorer på Otto Mønsteds Gade 5 i det centrale København.
I 2019 blev erhvervsmanden Christian Frigast, der i 1994 etablerede kapitalfonden Axcel og dermed gjorde denne særlige ejerform kendt i Danmark, formand for DVCA. Han stod i spidsen for en modernisering af foreningen med bl.a. skiftet til et mere mundret og danskklingende navn, en ny attitude og ansættelsen af den tidligere socialdemokratiske toppolitiker og erhvervsminister Henrik Sass Larsen som administrerende direktør for foreningen fra 1. januar 2020. I 2023 blev også den tidligere forsvarsminister og skatteminister fra Venstre Peter Christensen direktør i organisationen.
Sass Larsen stoppede i marts 2025 efter en tiltale for besiddelse af materiale med seksuelle krænkelser af børn. Han blev efterfulgt af Søren Pind.